# 가토트카차
가토트카차(산스크리트어: घटोत्कच)는 마하바라타의 등장인물들 중 하나이다. 그의 이름은 그가 대머리(웃카차)이며 가탐, 즉 냄비 모양을 하고 있다는 데서 유래했다. 가토트카차는 판다바 비마와 라크샤사 히딤비의 아들로, 반인반마인 혼혈이었다.
그는 안자나파르반, 바르바리카, 메가바르나의 아버지이다. 그는 쿠루크셰트라 전쟁에서 판다바 쪽의 중요한 전사였고, 카우라바군에 많은 파괴를 일으켰다. 가토트카차는 알람부샤, 알라유다 그리고 많은 거대한 아수라와 같은 많은 악마들을 죽였다. 그는 특히 카르나가 바사비 샤크티를 사용하도록 강요한 전사로 불렸으며, 대전쟁에서 영웅의 죽음을 맞이하게 한 장본인이기도 하다.

## 전설

### 출생
'락샤그리하'가 불에 타자 판다바들은 동굴을 빠져나와 숲에 이른다. 숲 속의 마왕 히딤바는 잠을 자던 중에 나무 꼭대기에서 판다바들을 보게 되고, 그는 여동생 히딤비로 하여금 그들을 자신의 먹이로 데려오라고 시켰다.
히딤비는 아름다운 여인으로 변장한 채 판다바에게 갔다. 그녀는 비마에게 마음을 빼앗기고 자신의 사랑을 돌려달라고 기도한다. 그녀는 오빠의 요구를 판다바에게 알리며 숲을 떠나달라고 애원하지만 비마는 이를 거절한다. 지체에 조급해진 히딤바는 판다바를 향해 달려들지만 비마에게 죽임을 당했다.
히딤비는 쿤티에게 다가와 비마에게 청혼했다. 판다바들은 히딤비에게 아이가 태어나면 순례를 계속해야 한다는 조건으로 청혼에 동의했다. 나중에 히딤비와 비마 사이에서 가토트카차가 태어났다. 인드라는 가토트카차에게 카르나의 적수가 될 만한 능력을 부여했다.
가토트카차는 히딤비의 보살핌을 받으며 자랐다. 가토트카차는 아버지와 마찬가지로 가다를 무기로 선택했다.
민화에 따르면 가토트카차는 알리아와티와 결혼했으며, 아들로 바르바리카, 안자나파르바, 메가바르나를 낳았다.

### 히딤비의 희생요청
비주류 전승에 따르면 그로부터 몇 년이 지난 어느 날, 히딤비는 가토트카차에게 칼리에게 제물로 바칠 인간을 가져다 달라고 부탁했다. 그렇게 가던 중, 그는 세 아이들과 함께 여행하는 브라만 부부를 발견하고 그들에게 다가가 그들 중 한 명에게 여신에게 바치는 어머니의 제물이 되어 달라고 요청하였다.
브라만은 자신을 제물로 바치겠다고 자청했지만 아내가 브라만 대신 자신이 가겠다고 고집을 부렸다. 결국 둘째 아들이 가토트카차와 함께 가기로 했지만 먼저 강가 강에서 목욕을 하고 싶다고 말했다. 형제들과 함께 숲 속에서 유배생활을 하던 비마가 마침 그 광경을 보게 되었고, 아이를 대신해 자신을 제물로 바치라고 자청했다. 이에 가토트카차는 비마를 데리고 어머니에게 돌아가지만, 어머니가 비마를 자신의 아버지라고 얘기하자 충격을 받았다. 비마에게 꾸중을 들은 가토트카차와 히딤비는 인신 희생 관습을 끝내기로 합의했다.

### 비마와의 상호작용
숲으로 망명하는 동안 판다바들은 너무 피곤해서 더 이상 걸을 수 없었고, 그때 비마는 바로 판다바들 앞에 나타나 비마의 명에 따라 많은 악마들을 끌어내렸던 가토트카차를 기억했다. 판찰리를 어깨에 메고 있는 가토트카차와 판다바 형제를 어깨에 메고 있는 악마들은 비행기를 타고 바다리카슈라마로 갔고, 그곳에서 나라나라야나가 명상하고 있던 그들을 그곳에 내려주고, 그리고 나서 그는 판다바들을 배웅했다.

### 쿠루크셰트라 전쟁
쿠루크셰트라 전쟁에서 가토트카차는 비마의 부름을 받아 판다바 편에서 싸웠다. 첫날의 전투에서 그는 알람부샤, 두료다나, 바가다타와 싸웠으며, 전투의 참혹한 진행을 두려워한 카우라바군은 그날의 전투를 의도적으로 연기했다. 전투 8일째 되던 날, 가토트카차는 알람부샤와 오랫동안 격돌하여 다른 악마에게 심각한 부상을 입히지만 그의 퇴각을 막지는 못했다.
14일차 전투에서는 가토트카차가 중요한 역할을 맡았다. 아침 전투에서 자신의 아들인 안자나파르반이 아슈와타마에게 죽임을 당하자 분노한 그는 마법의 힘을 불러일으켜 카우라바군에 큰 혼란을 일으키고, 심지어 드로나, 두료다나, 카르나, 두샤사나 같은 마하라타들을 겁에 질리게 했다. 아슈와타마는 도망치는 병사들을 모아 가토트카차의 환상을 없애고 악마를 기절시키는 데 성공했고, 정신을 차린 가토트카차는 아슈와타마와 긴 결투를 벌였다. 두 전사 모두 마법의 힘과 천상의 무기를 사용했지만, 아슈와타마는 자신의 자리를 지키고 가토트카차를 격퇴시켰다.
14일째, 자야드라타가 죽은 후 해가 진 후에도 전투가 지속되자 가토트카차는 진정으로 빛을 발했는데, 악마들의 능력이 최고조에 달하는 밤에 그의 힘이 가장 효과적이었기 때문이다. 가토트카차는 부하들과 함께 알라유다와 알람부샤를 죽이고 철퇴로 머리를 내리쳤다. 가토트카차가 난동을 부리자 아슈와타마와 가톳카차 사이에 또 다시 싸움이 벌어졌다. 아슈와타마는 가토트카차를 여러 번 물리쳤지만, 강력한 악마는 환상을 이용해 도망쳤다. 반면 카르나 역시 전장에서 치열한 전투 끝에 가토트카차를 두 번이나 물리쳤지만, 가톳카차가 카우라바 군대를 혼란에 빠뜨리는 것을 막지는 못했다. 두료다나마저 깃발이 너덜너덜해진 채 도망칠 수밖에 없는 상황에서 카르나는 최후의 수단으로 바사비 샤크티를 사용해 이 강력한 악마를 죽였다. 원래 이 무기는 신들의 왕 인드라가 하사한 것으로 단 한 번만 사용할 수 있었으며, 카르나는 아르주나를 상대로 사용하기 위해 비축해 두고 있었다.
바샤비 샤크티에 의해 치명상을 입은 가토트카차는 하늘로 올라가 자신의 몸을 크게 만들어 카우라바군의 악샤우히니 1부대를 짓밟았다. 가토트카차의 죽음에 판다바들은 슬픔에 잠겼다. 그러나 가토트카차가 카르나에게 바사비 샤크티를 쓰게 만들며 아르주나의 목숨을 구했다는 것을 안 크리슈나는 미소를 짓지 않을 수 없었다.

### 인도네시아 판본

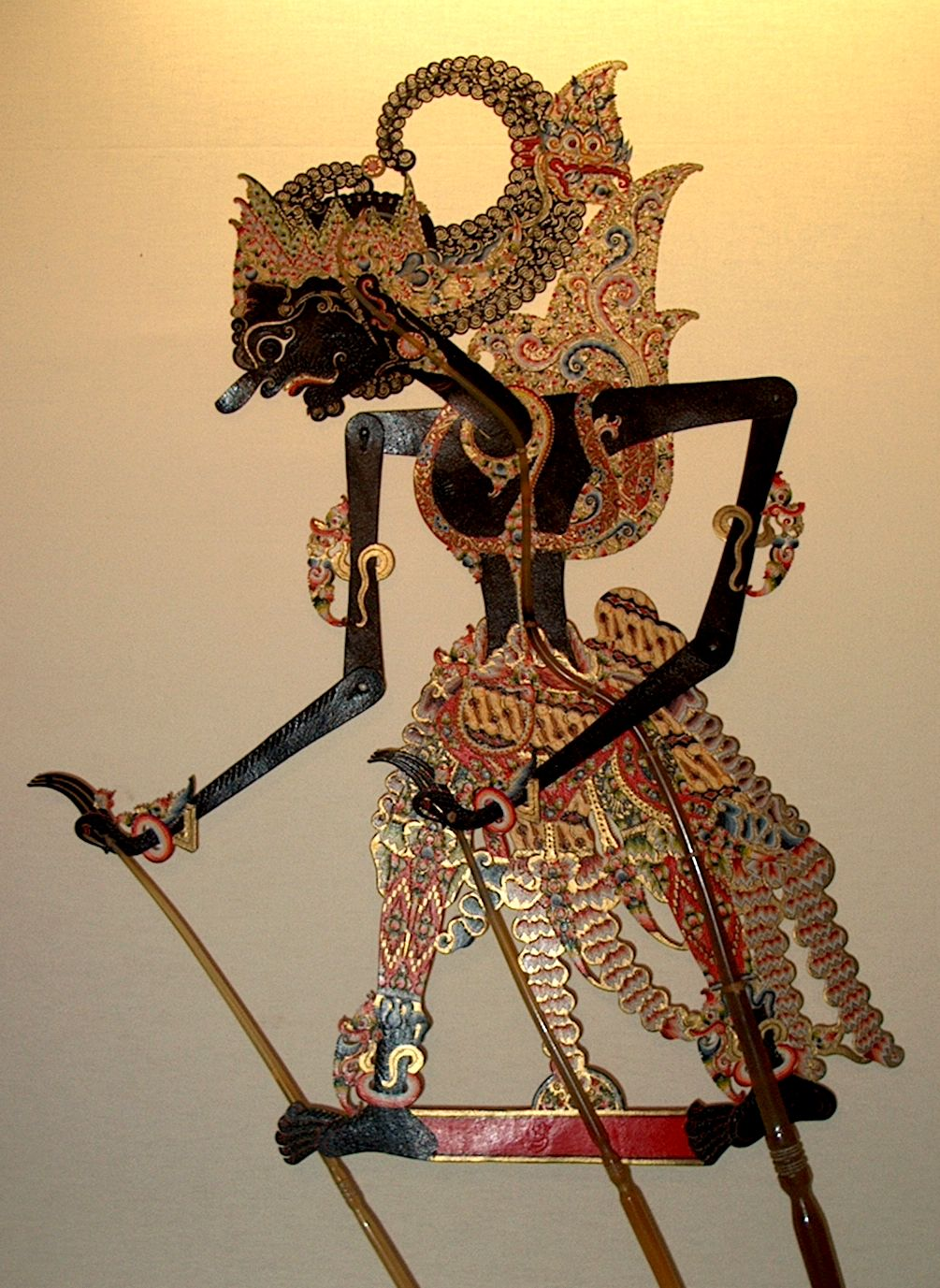
전쟁 복장을 한 자바 와양 인형으로서의 가토트카차

자와와 발리의 와양 쿨릿에서 쿠루크셰트라 전쟁은 보통 바라타유다라는 이름으로 불린다. 이 이야기는 1157년 케디리 왕국(현재의 인도네시아 동자와) 시대에 쓰여진 카카윈 바라타유다 대본에서 각색되어 발전했다. 와양 인형극 버전에서 가토트카차(현지 철자는 '가토트카카'이다)는 아르주나의 아들인 아비만유라는 사촌과 매우 가까운 사이로 묘사된다. 아비만유는 자신이 결혼하지 않은 남자라고 주장하며 비라타 왕국의 딸 우타라와 결혼했지만, 사실 아비만유는 크리슈나의 딸인 시티순다리와 결혼한 상태였다. 가토트카차 왕궁에 맡겨진 시티순다리는 남편이 재혼했다는 소식을 들었다. 가토트카차의 삼촌인 칼라벤다나는 아비만유를 데려가려고 아비만유를 찾아왔다(칼라벤다나는 아림비의 막내 동생으로 난쟁이 거인이었지만 마음이 순박하고 고귀했다). 이에 우타라는 질투를 느꼈고, 아비만유는 우타라가 아닌 다른 아내가 있다면 나중에 적에게 맞아 죽겠다고 맹세할 수밖에 없었다. 칼라벤다나는 가토트카차를 만나 아비만유의 태도를 보고했다. 가토트카차는 칼라벤다나가 사촌의 집안일에 간섭한다고 생각하여 오히려 그를 꾸짖었다. 분노를 참지 못한 가토트카차는 그만 우발적으로 칼라벤다나의 머리를 때렸고, 칼라벤다나는 그 자리에서 즉사했다.
바라타유다 전쟁이 발발했을 때 아비만유는 실제로 13일째 되는 날 카우라바에게 살해당했다. 아르주나는 14일째 되는 날 자야드라타를 참수함으로써 아들의 죽음에 대한 복수를 했다. 두료다나는 자신의 처남인 자야드라타의 죽음에 매우 슬퍼했다. 그는 그날 밤 카르나에게 판다바 진영을 공격하라고 강요했다. 카르나는 전쟁 규칙에 위배되지만 그의 명령에 순종했다. 카우라바가 야간 공격을 시작했다는 사실을 알게 된 판다바는 가토트카차를 보내 대응하도록 했다. 가토트카차가 일부러 선택된 이유는 그가 착용한 코탕 안트라쿠수마 갑옷이 밝은 빛을 발산하여 카우라바의 군대를 비출 수 있었기 때문이다. 가토트카차는 렘부사라는 카우라바 동맹군을 성공적으로 죽였다. 한편, 그의 삼촌인 브라잘라마단과 브라자위칼파는 각각 렘부수라와 렘부사나라는 이름으로 적의 손에 죽었다.
가토트카차는 콘타위자야 무기를 사용하는 카르나와 맞닥뜨렸다. 그는 카르나를 혼란스럽게 만들기 위해 천 명에 달하는 분신들을 만들었다. 아버지 수리야의 지시에 따라 카르나는 가토트카차의 본체를 찾아냈다. 그리고는 콘타 무기를 가토트카차를 향해 발사했다. 가토트카차는 최대한 높이 날아가 이를 피하려 했다. 그러나 칼라벤다나의 영혼이 갑자기 나타나 콘타위자야를 붙잡고 그날 밤 가토트카차의 죽음이 정해졌다는 하늘의 소식을 전했다. 가토트카차는 자신의 운명에 굴복하고 자신의 시신을 카우라바의 군대를 죽이는 데 사용해 달라고 요청한다. 칼라벤다나는 이에 동의하고 콘타 무기로 가토트카차의 배꼽을 찔렀다. 그 무기는 다시 칼집으로 합쳐지고, 가토트카차의 내장에 마스타바 나무로 남았다. 그 직후 가토트카차는 죽고 칼라벤다나의 영혼은 죽음을 피해 뛰어내린 카르나를 향해 몸을 던졌다. 카르나의 전차는 가토트카차의 몸에 짓눌려 산산조각이 났고, 전차 파편이 사방으로 날아가 주변에 있던 수많은 카우라바 병사들을 죽였다.

## 후손
가토트카차에게는 바르바리카, 안자나파르반, 메가바르나 세 아들이 있었다. 바르바리카의 존재에 대해서는 마하바라타의 공식 판본이 아닌 스칸다 푸라나에서 나중에 추가된 내용에 언급되어 있기 때문에 논란이 있다.
하지만 가토트카차의 혈통은 더 오래 이어진 것으로 추정된다. 디마사 왕국의 왕실은 자신들이 가토트카차의 후손이라고 주장했다.

## 사원

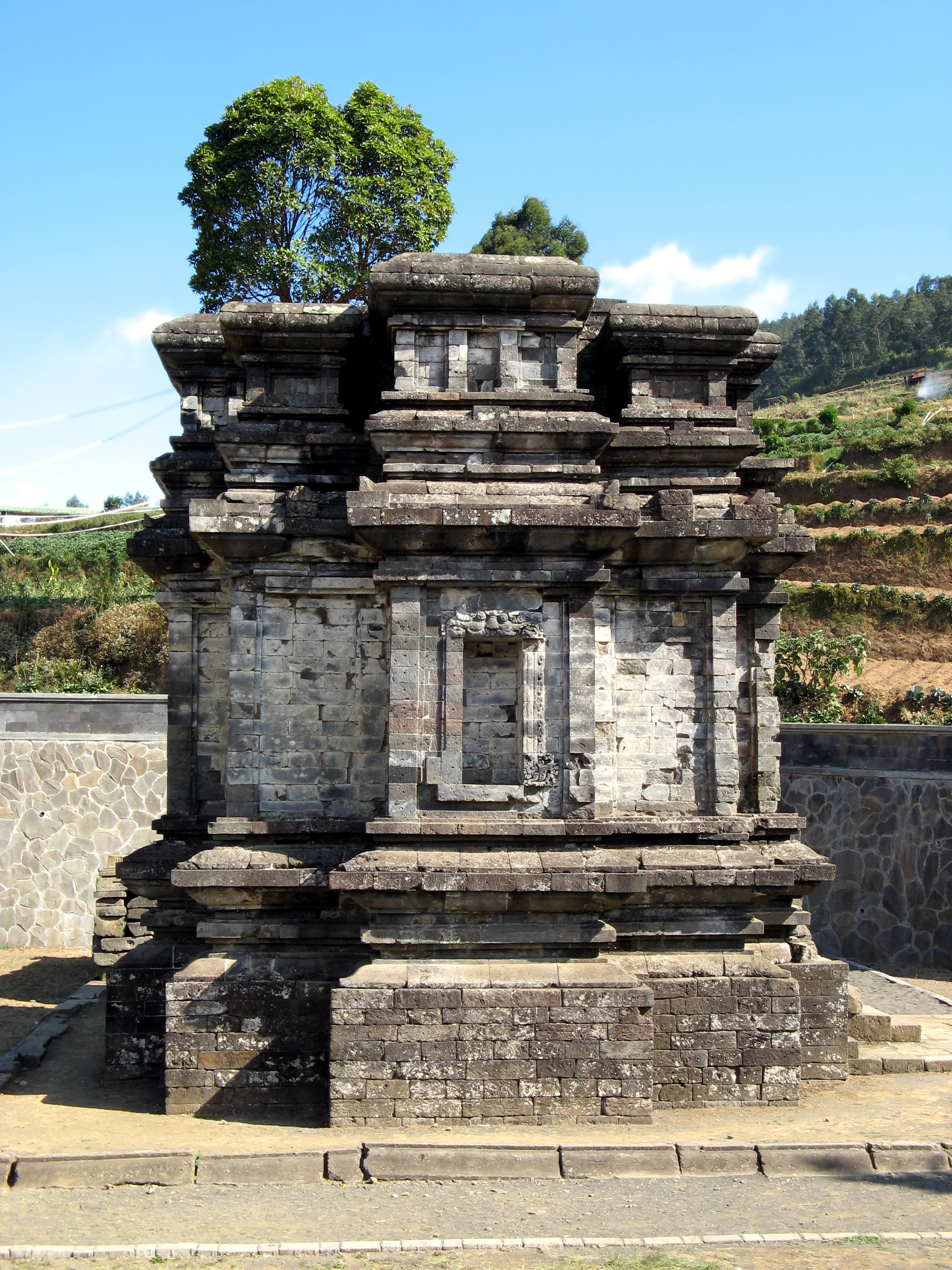
인도네시아 중앙자와주의 가토트카차 사원

- 우타라칸드주 참파와트에 세워진 사원은 쿠루크셰트라 전쟁에서 가토트카차가 카르나에게 전사한 후 그의 머리가 떨어졌다는 의미를 담고 있다.
- 인도 히마찰프라데시주 마날리의 히딤바 데비 사원 인근에 가토트카차를 기리기 위해 세워진 사원이 있다.
- 인도네시아 중앙자와주의 디엥 사원 단지에 있는 고대 힌두교 사원은 가토트카차를 기리기 위해 7세기에 세워진 것으로, '가토트카차 사원'으로 명명되었다.

## 같이 보기
- 하누만